# Excastra albopilosa
Excastra albopilosa – gatunek chrząszcza z rodziny kózkowatych (Cerambycidae). Jedyny znany przedstawiciel rodzaju Excastra.

## Opis
Osiąga długość ok. 10 mm. Ciało owalne, gęsto pokryte białymi szczecinkami. Na głowie, przedpleczu i przedniej części pokryw dłuższe włoski skupione są w pojedynczych, równoległych wobec siebie punktach, tworząc struktury przypominające kolce. Białe szczecinki na przednim fragmencie elytr tworzą pięciokątny kształt, z którego wybiega biały pas. Ciągnie się on wzdłuż szwu w środkowej części pokryw, aż do ich również białego zakończenia. Środek pokryw białoplamkowany; ubarwienie od części brzegowej czarne, później pomarańczowe, w okolicach szwu znów czarne. W środkowej i końcowej części elytr wyrastają pojedyncze długie szczecinki. Odwłok czarny, owłosiony. Owłosienie obecne także na nogach. Uda i golenie pomarańczowe, stopy szare. Czułki szare, długie na 12 mm, u nasady bardzo gęsto porośnięte szczecinkami.

## Biologia
Nieznana. Holotyp obserwowany był pod koniec grudnia w podzwrotnikowym lesie deszczowym na liściu rośliny z rodzaju Lomandra. Istnienie jakieś formy zależności chrząszcza od owej rośliny jest mało prawdopodobne. Żaden z gatunków tego rodzaju nie jest notowany jako roślina żywicielska australijskich przedstawicieli kózkowatych.
Funkcja wyjątkowego wyglądu i układu szczecinek na ciele Excastra albopilosa nie jest poznana. Spekuluje się, że może być to przykład mimikry, w której chrząszcz upodabnia się do owada zaatakowanego przez grzyby entomopatogeniczne. To umożliwiałoby mu skuteczne odstraszanie drapieżników. Bujne szczecinki mogą także służyć zwierzęciu do termoregulacji organizmu, tak jak w przypadku równie gęsto owłosionej żronki z gatunku Dasymutilla gloriosa.

## Występowanie
Zakres występowania ograniczony jest do terenu Parku Narodowego Lamington w południowowschodniej części stanu Queensland w Australii, gdzie zebrany został holotyp. W miejscu tym od lat regularnie przeprowadzane są badania entomologiczne, dlatego dziwi fakt tak późnego odkrycia tego gatunku o wyjątkowo charakterystycznym wyglądzie. Od pierwszej obserwacji w 2021 roku nigdzie nie udało się znaleźć ani jednego osobnika Excastra albopilosa. Z tej racji można przypuszczać, że jest to gatunek rzadki, a brak wiedzy na temat ekologii i biologii zwierzęcia znacząco utrudnia jego odnalezienie.